# Bombs Over Providence
 (juillet 2018).
Bombs Over Providence est un groupe de punk rock canadien, originaire de Brampton, Ontario. Il est l'un des premiers groupes signés chez Underground Operations. Leurs paroles traitent de la politique.

## Biographie
Le groupe publie son premier album, Shake Your Body Politic, chez Underground Operations en 2003,. La plupart des paroles sont écrites par le bassiste Adam Cook.
En 2005, le groupe sort l'EP Liberty's Ugly Best Friend. Les paroles concernant la politique pratiquée en Ontario,. Bombs Over Providence se sépare en 2006.

## Discographie

### Albums studio
- 2003 : Liberty's Ugly Best Friend
- 2005 : Shake Your Body Politic